# 第三次朝鮮スパイ事件
第三次朝鮮スパイ事件（だいさんじちょうせんスパイじけん）とは、北朝鮮（朝鮮民主主義人民共和国）によるスパイ事件。1955年（昭和30年）6月26日、警視庁摘発（検挙）。北朝鮮工作機関が工作員の獲得工作、大韓民国国軍の情報、日朝貿易開始のための政治・経済情勢等を収集していたことが発覚した。

## 概要
竹村基こと韓載徳は1953年（昭和28年）4月に北朝鮮工作員に採用され、スパイ訓練を受けた後、1953年8月、長崎県南高来郡小浜町冨津港（現、雲仙市）より無線技士工作員とともに無線機器4台を携行して日本に密入国した。指示したのは北朝鮮内務省第3処第7部であった。密入国後は、
- 工作員の獲得工作による在日スパイ網の埋設
- 日本の政治・経済・軍事情報の収集

などの任務を行っていた。
のちに、北朝鮮より新たに派遣された工作員より、
- 韓国の軍事情報収集

の新しい任務を与えられて活動した。
警視庁は、1955年6月26日、他の北朝鮮工作員を脱出させようとしていた韓載徳（当時40歳）を逮捕するとともに、1956年（昭和31年）までに関係者22名を逮捕した。
1957年（昭和32年）5月13日、東京地方裁判所は、スパイ網を組織していた韓載徳に対し、出入国管理令・外国人登録法違反で懲役1年6カ月、執行猶予4年の判決を下した。韓は1959年（昭和34年）、韓国に出国した。